# Wichard von Pohlheim
Wichard von Pohlheim oder Wichard von Perchtoldsdorf (* 25. Februar 1237 in Wels; † 17. Dezember 1282 in Wien) war von 1280 bis 1282 der 40. Bischof von Passau.

## Leben und Wirken
im Februar 1237 wurde Wichard von Pohlheim der Überlieferung nach als Sohn von Heinrich (II.) von  Polheim und Geutta von Weissenberg in Wels geboren. Wahrscheinlich ist Wichards Vater allerdings der babenbergische Ministeriale Otto von Perchtoldsdorf. Über seine Laufbahn vor der Ernennung zum Passauer Bischof ist kaum etwas bekannt. Allerdings galt er eher als Freund der Habsburger; ein Umstand, dem er (wie so viele andere seiner Amtskollegen im 13. Jahrhundert) wohl den Passauer Bischofsstuhl zu verdanken hatte. Außerdem dürfte er Domdekan und Dompropst in Passau gewesen sein.
Am 5. Mai 1280 wurde er in Wien geweiht und trat dann die Nachfolge des verstorbenen Bischof Petrus von Passau an.
In seine Amtszeit fiel der Streit zwischen Herzog Heinrich von Bayern und Herzog Albrecht von Österreich, welcher die Städte Schärding, Barnbach und Neuburg in Anspruch nahm. Wichard trat als Schlichter auf und erreichte in seinen Verhandlungen, dass Schärding und Barnbach bei Bayern verblieben, während nur Neuburg an Österreich fiel. Als Entlohnung für seine Bemühungen begründete man in Wels, Wichards Geburtsstadt, ein Minoritenkloster.
Darüber hinaus machte sich Wichard als Förderer der Zisterzienserklöster Fürstenzell und Heiligenkreuz sowie des Dominikanerinnenklosters Niederaltaich einen Namen – und er stiftete auch das Franziskanerkloster Wels.
Im Jahr 1281 nahm Wichard an der Provinzialsynode in Salzburg teil. Auf dieser wurden verschiedene Reformen für den Welt- und den Ordensklerus festgelegt, die noch an die Bestrebungen von Bischof Otto von Lonsdorf anknüpften.
Wichard von Pohlheim starb am 17. Dezember 1282 in Wien.
Es ist nicht gesichert, ob Wichard von Pohlheim tatsächlich ein Pohlheimer und Mitbegründer der Franziskanerniederlassung in Wels ist. Mittelalterliche Urkunden besagen, dass er der Sohn des babenbergischen Ministerialen Otto I. von Perchtoldsdorf ist. Erst im 16. Jahrhundert nennen ihn Urkunden als Sohn des edlen Heinrich von Pohlheim.